# Fritz-Julius Lemp
Fritz-Julius Lemp (Csingtao, 1913. február 9. – Atlanti-óceán, 1941. május 9. ) német tengeralattjáró-kapitány volt a második világháborúban. Húsz hajót (96 314 brt) süllyesztett el. Tengeralattjáró-parancsnokként ő küldte hullámsírba a háború első hajóját, és részben az ő nevéhez fűződik a háború egyik legsúlyosabb német hibája, az Enigma rejtjelező berendezés kiszolgáltatása a briteknek.

## Pályafutása
Fritz-Julius Lemp 1931. április 1-jén lépett be a német haditengerészetbe. Folyamatosan haladt a ranglétrán, első tengeralattjáró-parancsnoki megbízását 1938. október 28-án kapta az U–28-on. Egy hónap múlva kinevezték az U–30 kapitányának, amellyel nyolc harci bevetést teljesített. Ő volt az első német tengeralattjáró-kapitány, aki a második világháborúban hajót süllyesztett el. Ez a hajó SS Athenia brit utasszállító volt. Lemp 16 másik hajót süllyesztett el az U–30 kapitányaként, kettőt megrongált. 1940. november 11-én kinevezték az U–110 parancsnokának. Két harci küldetése volt, amely során három hajót elsüllyesztett, kettőt megrongált.
Hajóját 1941. május 9-én a britek elfoglalták, és kezükbe került az Enigma rejtjelező gép, ami hatalmas előnyhöz juttatta a szövetségeseket a németekkel szemben. Fritz-Julius Lemp megpróbálta elsüllyeszteni a tengeralattjárót, de életét vesztette. Tengerésztársai azt állították, hogy a búvárhajót elfoglaló britek lőtték le.

## Összegzés
| Hajója | Parancsnoki szolgálata              | Őrjáratok száma | Őrjáratok hossza (nap) | Eltalált hajók száma | Eltalált hajók vízkiszorítása (brt) |
| ------ | ----------------------------------- | --------------- | ---------------------- | -------------------- | ----------------------------------- |
| U–28   | 1938. október 28. – 1938. november  | 0               | 0                      | 0                    | 0                                   |
| U–30   | 1938. november – 1940. szeptember   | 8               | 189                    | 19                   | 123 232                             |
| U–110  | 1940. november 21. – 1941. május 9. | 2               | 46                     | 5                    | 18 824                              |
|        | Összesen                            | 10              | 235                    | 24                   | 142 056                             |

## Elsüllyesztett és megrongált hajók
| Búvárhajó | Dátum                | Hajó neve               | Nemzetisége        | Vízkiszorítása (Brt |
| --------- | -------------------- | ----------------------- | ------------------ | ------------------- |
| U–30      | 1939. szeptember 3.  | Athenia                 | Egyesült Királyság | 13 581              |
| U–30      | 1939. szeptember 11. | Blairlogie              | Egyesült Királyság | 4425                |
| U–30      | 1939. szeptember 14. | Fanad head              | Egyesült Királyság | 5200                |
| U–30      | 1939. december 28.   | HMS Barbara Robertson** | Egyesült Királyság | 325                 |
| U–30      | 1939. december 28.   | HMS Barham***           | Egyesült Királyság | 31 100              |
| U–30      | 1940. január 11.     | El Oso                  | Egyesült Királyság | 7267                |
| U–30      | 1940. január 16.     | Gracia*                 | Egyesült Királyság | 5642                |
| U–30      | 1940. január 17.     | Caimross                | Egyesült Királyság | 5494                |
| U–30      | 1940. február 7.     | Munster                 | Egyesült Királyság | 4305                |
| U–30      | 1940. február 9.     | Chagres                 | Egyesült Királyság | 5406                |
| U–30      | 1940. március 8.     | Counsellor              | Egyesült Királyság | 5068                |
| U–30      | 1940. június 20.     | Otterpool               | Egyesült Királyság | 4876                |
| U–30      | 1940. június 22.     | Randsfjord              | Norvégia           | 3999                |
| U–30      | 1940. június 28.     | Llanarth                | Egyesült Királyság | 5053                |
| U–30      | 1940. július 1.      | Beignon                 | Egyesült Királyság | 5218                |
| U–30      | 1940. július 6.      | Angele Mabro            | Egyiptom           | 3154                |
| U–30      | 1940. július 21.     | Ellaroy                 | Egyesült Királyság | 712                 |
| U–30      | 1940. augusztus 9.   | Canton                  | Svédország         | 5779                |
| U–30      | 1940. augusztus 16.  | Clan Macphee            | Egyesült Királyság | 6628                |
| U–110     | 1941. március 16.    | Erodona*                | Egyesült Királyság | 6207                |
| U–110     | 1941. március 23.    | Siremalm*               | Norvégia           | 2468                |
| U–110     | 1941. április 27.    | Henri Mory              | Egyesült Királyság | 2564                |
| U–110     | 1941. május 9.       | Bengore Head            | Egyesült Királyság | 2609                |
| U–110     | 1941. május 9.       | Esmond                  | Egyesült Királyság | 4976                |

* A hajó nem süllyedt el, csak megrongálódott

** Elsüllyesztett hadihajó

*** Megrongált hadihajó